# 우에다 카나
우에다 카나(植田 佳奈, 1980년 6월 9일~ )는 일본의 여성성우이다. 나라현 이코마시에서 태어나 오사카부 히가시오사카시에서 자랐지만 공식 프로필에는 오사카 출신으로 기록되어 있다. 기동천사 엔젤릭 레이어의 세토 링고 역으로 데뷔하였다.

## 이력
- 공식 프로필상에서는 오사카부 출신으로 되어 있지만, 엄밀하게 말하자면 나라현(이코마시)에서 태어나, 오사카에서 자랐다고 본인이 밝혔다.

- 오사카 부립 이치오카 고등학교 졸업.

- 코베여자대학원 문학부 종합 문화 학과 졸업.

- 일본 나레이션 연기 연구소 오사카교 출신.

- 대학시절엔, 도쿄에서 라디오등의 일이 있을 때, 본가에서 신칸센으로 통근했었다. 신칸센으로 다녔기 때문에 성우일의 개런티가 신칸센비로 사라지는 경우가 많아, 생활비는 아르바이트로 조달하고 있었다고 한다. 하지만 일이 증가하고, 도내에서의 레슨을 위해 재학 중 도쿄로 이사했다.

- 성우로서 처음 맡은 일은, 토쿄N◎VA 의 드라마CD “나이프 엣지”(피어츠의 코멘트).

## 특색
- 소녀역을 주로 맡았으며 여러 가지 성격을 가진 소녀역이 많았다. 간사이 출신으로서, 간사이 사투리로 말하는 역도 많다.(대표 캐릭터：사쿠라 미캉, 야가미 하야테, 아이자와 사쿠야)

- 트윈 테일 머리모양을 한 캐릭터를 연기하는 일도 많기 때문에, 일부 팬들 사이에서는 트윈테일 성우로도 부르고 있다.(대표 캐릭터：후쿠자와 유미, 사쿠라 미캉, 토오사카 린, 코로나 등. 스테킨처럼 땋아늘인 머리계도 포함하면 더욱 증가한다)

- 위의 사항 이외에 경향으로는,『마법소녀 리리컬 나노하 시리즈』,『Fate/Stay night』,『렌탈 마법사』로 2005년 3월부터 연속으로「마법」을 테마로한 작품의 주요 캐릭터를 담당하고 있다.

- 성우뿐만 아니라 가수로서의 활동도 하고 있어서 이전에는 avex mode 와 전속계약을 맺고 있었고, 그 다음엔 콜롬비아에서 시디를 출시하기도 했다.

## 인물
- 달에 땅을 가지고 있다.

- 여동생이(블로그 상에서는 “마이뿅”이라 불리고 있다), 상하이에서 유학하고 있었지만, 가끔 귀국·상경하면 자매끼리 지내기도 한다.

- 초등학생 무렵부터 코스프레에 열중하기 시작해, 오사카나 쿄토의 동인즉매회나 코믹 마켓등에 레이어드 룩으로 참가하곤 했다고 한다.

- 아마추어 무선 4급 자격을 갖고 있다.

- 이상형은 게임을 좋아하는 사람. 취미가 맞는 사람이 좋다고 한다.(극상생도회 극상 퀴즈왕 결정전 출현 당시의 본인의 말)

## 교우관계
《마리아님이 보고 계셔》의 공동출연을 계기로, 선배 성우 이토 미키를 '언니(오네사마)'라고 부르며 따르고 있다. 웹 라디오에 따르면 다른 프로그램의 애프터 레코딩 스튜디오에서도 서로 언니와 유미로 부르고 있다고 한다.
나카하라 마이, 사이토 치와, 모리나가 리카와 함께 성우 유닛 <믹스JUICE>를 결성했었다.
같은 사무소에서 취미가 비슷한 모리나가 리카, 이츠키 유이와 절친하다.
사이가 미츠키와도 사이가 좋으며 사적으로 함께 온천을 가거나 식사를 자주 한다.

## 마작편
마작에 빠지기 시작하고 있고, 마작을 잘하게 된다. 그 이야기가 퍼져서, 자신의 공식 사이트 2006년 8월 15일 자의 블로그(일기)에 따르면 소속 사무소 아임엔터프라이즈에 있었던 패와 매트와 무예지도서를 얻게 된다. 이것에 대해 “오늘만큼 아임에 있어서 기뻤던 적은 없었어요(감격의 눈물)”라고 쓸 만큼 기뻤던 것 같다. 한술 더 떠 본가로부터도 패가 발송되어 왔다.
거기다 6일 후의 8월 21일자에서는, 아는 사람의 아는 사람에게서 불필요한 자동탁자를 얻게되어, 자택이 쟌소(작장,마작장)화했다. 9월 5일 현재 3회째의 대회가 열리고 있어 성우 동료들과 테이블을 둘러싸고 있다.
덧붙여서 현재는 아직 “공부회(스터디그룹)”적인 단계로서, 우에다와 호리에 유이 · 이토 시즈카 · 시라이시 료코 등이 공식멤버지만, 사이가 미츠키 · 이츠키 유이 · 모리나가 리카 등도 때때로 모임에 참여하고 있는 모양. 쟌소[우에다]를 개업하고 싶다던가.
덧붙여 성우끼리 모여서 벌인 마작대회에도 참가.(대회 영상이 DVD로 출시됨)
결국에는 잡지 영간간에서 연재되고 있는 미소녀 마작물 《사키-Saki-》의 드라마 CD 주인공 미야나가 사키역에 발탁되었으며 같은 작품의 하라무라 노도카 역을 맡은 성우 코시미즈 아미와 함께 애니메이트 웹사이트에서 웹라디오의 퍼스널리티를 맡았다. 2009년 4월부터 방송되는 애니메이션에서도 역시 같은 배역을 맡아 연기하였다.

## 게임에 관한 일화
온라인 게임 “라그나로크 온라인”의 성우계 플레이어로서는 미도리카와 히카루를 뒤잇는 폐인으로 알려진다.
인터넷 옥션이나 인터넷 통판으로 물건을 사는 것을 정말 좋아하고 즐겨서, “라디오네레이스” 출연시에 같은 원 “믹스JUICE”의 나카하라 마이에게서 “외출 좀 해!!”라는 말을 듣는 지경에 이르렀다.
반대로 온라인 게임만 하는 것에 대해 “상관 없잖아!”라고 지지하는 것 같은 발언을 한 것은 나카하라와 같이, 원 “믹스JUICE”의 모리나가 리카이다.
그 폐인상 덕분에, “라그나로크 온라인” 프로그램에 메인 MC로 채용되었고 “에밀 연대기 온라인”의 폐인인 것도 공언하고 난뒤 그쪽 프로그램에도 MC로서 출연하고 있다.
플레이하는 것을 공언하고 있는 온라인 게임은 “라그나로크 온라인,” “몬스터 헌터,” “노부나가의 야망 Online,” “에밀·크로니클·온라인,” “MicMac Online”이다.
《라디오 펌프킨 시저스 여기는 육정3과 방송국》 제6회에서는 마작이나 온라인 게임 뿐만 아니라, 콘솔 게임에 대해서도 발언했다.
거기에서, 라이트 유저나 성우들 사이에 닌텐도DS가 유행하고 있는 것에 대해,“(DS나 Wii 유저는) 혼자하는 사람들이 많기 때문에 같이 게임하는 건 만족할 수 없어요.의욕(근성) 있는 사람들은 Xbox나 PS(Xbox360이나 PS3)가 아닌가요?”라고 발언한 바 있다.
또 자신은 “Will파는 아니다.”라고도 발언해 PS2가 망가져 있긴 하지만 *Will는 살 예정이 없고 PS3를 살 예정이라고 한다. 덧붙여 닌텐도DS는 “nintendogs”를 하고 있었기 때문에 소지하고 있고, PSP도 《몬스터 헌터》를 위해서 소지하고 있으며, Xbox360도 이미 구입이 끝난 상태이다(2006년 4월 29일 자의 블로그(일기)).
이처럼 성우계의 리얼 하드코어 게이머인 것을 보여주고 있다.
“Fate/stay night”의 토오사카 린을 연기하게 되었을 때, PC판 “Fate/stay night”과 “Fate/hollow ataraxia”를 제작사에게 받았지만, 그때 일기에 “인스톨”이라고 써야 할 것을 “다운로드”라고 쓴 뒤 며칠간 부재중이었기 때문에, 그 사이 입수 경로에 대해 팬들 사이에 큰 논란이 된 일이 있었다.(귀가 후에 일기를 수정하고, 그 일에 대해 진품을 가지고 있다는 사진을 찍어올려 사죄했다.)
최근에는 PSP용 몬스터 헌터에 빠지고 있으며, 성우계에서 몬스터 헌터를 즐기는 모임인 몬헌회에 가입하여 활발한 활동을 보이고 있다.

## 어록
- “현실 세계는 객지벌이, 인터넷세계가 현실(현실세계는 돈벌이용, 넷사회가 현실)”

위에서 넷계 폐인상을 단적으로 말하는 발언. 초출은 우에다가 MC를 맡고 있던 “컴차트 카운트다운”에서의 발언. 같은 MC였던 사쿠라이 타카히로는 실소를 금치 못했다. 하지만, 사실은 그 뒤 사쿠라이 타카히로도 타 라디오에서 같은 말을 하고 있었다.
- “인터넷 상에서 남편이 있고, 평상시에는 BBS 등에서 자신을 지켜보고 있다.”

(2006년3 월5 일 오사카 ATC 홀에서 개최되었던 코믹 왕국 게스트 출연시에 발언)
- “전 백합의 기를 들고 돌진하기로 결정했으니까(웃음)”

(성우잡지 hm3.vol.24 에서의 인터뷰 중에서)

## 출연작

### TV 애니메이션
2001년
- 기동천사 엔젤릭 레이어(세토 링고)
- 찬스 트라이앵글 섹션(모리무라 준)
- 사이보그 009(001(이반 위스키))
- 파이널판타지 언리미티드(헤르바)

2002년
- SAMURAI DEEPER KYO(안테라, 사이세이)

2003년
- 그린그린 (모리무라 레이코)
- 머메이드 멜로디 피치피치핏치(사라)
- 진월담 월희(코하쿠)
- DEAR　BOYS(역명없음 - 여자농구부중 한명)
- 망상과학시리즈 원더바스타일(후유데 유리)

2004년
- 망각의 선율(큐우)
- 빛과 물의 다프네(하야마 시즈카)
- 우타∽카나(미나미)
- 신무월의 무녀(코로나)
- RAGNAROK THE ANIMATION(리사)
- 마리아님이 보고 계셔(후쿠자와 유미)
- 머메이드 멜로디 피치피치핏치 Pure(사라)
- 선생님의 시간(토미나가 미나코)
- 제비뽑기 언밸런스(리사 험비)
- tactics(에도가와 미야코 #1)
- 폭렬천사(요코)
- 학원 앨리스(사쿠라 미캉, 아마나츠), 오프닝 「반짝이는 태양」

2005년
- 마법소녀 리리컬 나노하 A'S(야가미 하야테)
- 지옥소녀(하시모토 마유미)
- 이 사람이 나의 주인님(쿠라우치 안나)
- 후타코이 얼터너티브(리포터 #1)
- 파니포니 대쉬(모모세 쿠루미)
- LOVELESS(하와타리 유이코)
- 학원 앨리스(사쿠라 미캉)

2006년
- 유리함대(아이멜)
- 카시마시 ~Girl Meets Girl~(오사라기 하즈무)
- 은혼(하나코)
- 펌프킨 시저스(스테킨 상사)
- 페이트/스테이 나이트(토오사카 린)
- 택티컬로어(후카미 산고)
- 유성의 록맨(시로가네 루나)

2007년
- 학원 유토피아 마나비 스트레이트!(가정과부 부장 #10 )
- ZOMBIE-LOAN(요이마치 코요미)
- 바람의 성흔(오오가미 미사오)
- 마법소녀 리리컬 나노하 Striker'S(야가미 하야테)
- 슈가바니즈(소피아 쉘 불즈)
- 천원돌파 그렌라간(키논)
- 하야테처럼(아이자와 사쿠야)
- 히토히라(다마시로 하루코)
- Major 3rd Season(나카무라 미호)
- 유성의 록맨 트라이브(시로가네 루나)
- 렌탈 마법사(호나미 타카세 앰블러,백호)
- 멋진탐정 라비린스(미에노 하츠미)
- 마인탐정 노우가미 네우로(카츠라기 야코)
- 나이트위저드 The Animation(아셀 이와리스 #9)

2008년
- 쿠레나이(린 첸신)
- 강철의 라인베럴(엔도 시즈나)
- 시고후미(후미카)
- 슈가 바니즈 쇼콜라!(소피아 쉘 불즈, 부치우사)
- 체포하겠어Full Throttle(소녀 #20)
- 텔레파시소녀 란(나하 미도리)
- 노기자카 하루카의 비밀(나나시로 나나미)
- MAJOR 4th season(나카무라 미호 #10)
- 세키레이(요미)
- 도서관 전쟁(나카자와 마리에(TV 미방영화 DVD3권수록영상특전))

2009년
- 다이쇼 야구 소녀(카와시마 노에)
- 마리아님이 보고계셔4th시즌(후쿠자와 유미)
- 사키-saki-(미야나가 사키)
- 티어즈 오브 티아라(라스티)
- 하야테처럼 2nd Season(아이자와 사쿠야)
- 캠퍼(우에다 리카)
- 어떤 과학의 초전자포(코노리 미이)

2010년
- 회장님은 메이드사마!(스바루)

2011년
- 꿈을 먹는 메리(카와나미 치즈루)

2014년
- Fate/kaleid liner 프리즈마☆이리야 2wei! - 토오사카 린

2015년
- (스타 버터플라이)

2019년
- 귀멸의 칼날(무카고)

### OVA
- 선생님의 시간 GOLD(토미나가 미나코)
- 딸기100%(무카이 코즈에)
- 오늘의 5의 2(히다카 메구미)
- 마리아님이 보고 계셔(후쿠자와 유미/2006 - 2008년)
  - 《마리아님이 보고 계셔》 총집편
  - 《마리아님이 보고 계셔 ~봄~》 팬디스크
  - 《마리아님이 보고 계셔》 3rd 시즌 OVA
  - 《마리아님이 보고 계셔》 OVA 팬디스크
- 실바니아 패밀리(시마네코쨩)
- 절대충격 ~Platonic Heart~(게츠레이 류)
- 오늘의 5학년 2반(히다카 메구미)
- 제비뽑기 언밸런스 OVA(리사 험비)

### 극장판 애니메이션
- 걸즈 앤 판처 최종장 제1화
- 걸즈 앤 판처 최종장 제2화
- 걸즈 앤 판처 최종장 4DX
- 마법소녀 리리컬 나노하 데토네이션
- 톱을 노려라! & 톱을 노려라2! 합체극장판!!(제1과장)
- 페이트/스테이 나이트 헤븐즈필 제2장 로스트 버터플라이(토사카 린)

### 웹 애니메이션
- 휴대전화소녀(고토 미야)

### 게임
2002년
- Ever17 -the out of infinity-(마츠나가 사라)

2003년
- 청춘퀴즈 컬러풀 하이스쿨(타카무라 마리에)
- 원더 버스 타일 ~돌격! 믹스생JUICE~(후유데 유리)
- 그로우 랜서IV(멜)

2004년
- 서몬 나이트 크라프트 소드 이야기2(에어 콜트하츠)
- 학원 앨리스 ~두근두근☆신기한 체험-(사쿠라 미캉)

2005년
- 졸업 ~Next Graduation~(타카기 레이카)
- White Princess the second ~역시 한결같게 말해도 그렇지 않아도OK인 기회주의 학원 연애 어드벤처!!~ PS2판(우라베 나츠미)
- 극상학생회(쿠츠기 코토하)

2006년
- 【eM】-eNCHANT arM-(카린)
- FRAGMENTS BLUE(야자와 모모카)
- 마계전기 디스가이아2(유키마루)
- 카시마시 ~걸 미츠 걸~ 「첫 여름 이야기.」(오사라기 하즈무)
- 학원 앨리스 ~반짝반짝★메모리 키스~(사쿠라 미캉)
- 레슬 엔젤스 서바이버(코지마 사토미, 에노모토 아야)
- 전생학원월광록(아마쿠사 리오)

2007년
- Fate/stay night [Realta Nua](토오사카 린)
- 학원 앨리스 ~울렁울렁 해피★프렌즈~(사쿠라 미캉)
- 하야테처럼! 내가 로미오고 로미오가 나(아이자와 사쿠야)
- 서몬 나이트 트윈 엣지 ~정령들의 공명~(리하)
- 페이트/타이가 콜로세움(토오사카 린)
- 아가레스트 전기(에리스)
- ASH -ARCHAIC SEALED HEAT-(마리티)
- 스윙 골프 팡야 2nd숏!(에리카)
- 스타오션1 First Departure(에리스 제란드)
- 무장신희 BATTLE RONDO(호랑이형 MMS 티그리스)

2008년
- BLAZBLUE(레이첼 알카드)
- 하야테처럼! 아가씨 프로듀스 대작전 나의 색으로 물들어라!(아이자와 사쿠야)
- Fate/unlimited codes(토오사카 린)
- 마인탐정 네우로 네우로와 야코의 미식삼매 추리 그루메&미스테리(카츠라기 야코)
- 티어즈 투 티아라 화관의 대지(라스티)
- 마인탐정 네우로 배틀이다! 범인집합!（카츠라기 야코)
- 페이트/타이가 콜로세움 어퍼(토오사카 린, 카레이드 루비)
- 무장신희 BATTLE RONDO(인형MMS 티그리스)
- 인피니티 언디스커버리(로카)
- 노기자카 하루카의 비밀 코스프레, 시작했습니다♥(나나시로 나나미)
- 레스 엔젤스 서바이버2(코지마 사토미, 에노모토 아야)
- 룬 팩트리 프론티어(유니)
- 아가레스트 전기 리어피어란스(에리스)

2009년
- Clear ~새로운 바람이 부는 언덕에서~ PS2판(키사키 유즈루)
- 테일즈 오브 그레이세스(파스칼)

2011년
- 테일즈 오브 그레이세스f(파스칼)

### 드라마CD/라디오CD
- - 악마의 파트너 드라마CD 제1장 - 제3장(악마의 소녀 아토리/2004년)
  - ASH -ARCHAIC SEALED HEAT-(마리티/2007년)
  - 애니타마닷컴standard 마루나게♪
  - 갑자기 공이 왔기 때문에, 무심코 만들어버렸습니다CD〜『애니타마닷컴standard 마루나게♪』 DJ-CD vol.1〜(2008년)
  - 딸기100% 드라마CD(무카이 코즈에/2005년)
  - 뱀파이어기사 드라마CD판(와카바 사요리)
  - 가희(에마/2008년)
  - Ever17 시리즈(마츠나가 사라)
  - Ever17 SINGLE COLLECTION 1 - 4(2003년)
  - Ever17 Single Collection Action 5 마츠나가 사라(2003년)
  - Ever17 보컬 콜렉션(2003년)
  - Ever17 드라마CD 2035(2002년)
  - 인피니티 블레이드(루루/2007년)
  - 마법소녀 리리컬 나노하 A's/StrikerS Sound Stage(야가미 하야테)
  - BRAVE10　드라마CD(이사나미)

### 라디오
- 라디오닷아이 우에다 카나의 아호! 시코쿠 젠느(분카방송/인터넷 라디오, 2002년 1 - 6월)
- A&G미디어스테이션 콤챠트 카운트다운 - 사쿠라이 타카히로와 공동진행.(분카방송, 2002년 10월 12일 - 2005년 3월 26일)
- 주간 아니메프레스 그가 오늘 밤의 주인님 - 시미즈 아이와 공동진행.(BSQR/인터넷 라디오, 2005년 4 - 9월)
- 카나·유이·유카리의 카시마시라디오 - 호리에 유이, 타무라 유카리와 공동진행.(인터넷 라디오, 2005년 10월 7일 - 2006년 10월 27일)
- 타쿠로아 항해일지 - 나카하라 마이와 공동진행.(인터넷 라디오, 2005년 11월 4일 - 2006년 6월 30일)
- 여기는 오더 코핀 컴패니 - 타카하시 미카코와 공동진행.(인터넷 라디오, 2006년 5월 26일 - 12월 22일)
- 언제나 함께! 이츠키 유이·우에다 카나의 MinMan라디오 - 이츠키 유이와 공동진행.(인터넷 라디오, 2006년 7월 14일 - 9월 29일)
- 유리 함대 질풍 라디오(인터넷 라디오, 2006년 7월 20일 - 2007년 1월 18일)
- Fate/stay tune - 카와스미 아야코와 공동진행.(인터넷 라디오, 2007년 2월 22일 - 9월 6일)
- 사키라지 -키요스미고교 마작부- - 코시미즈 아미와 공동진행.(인터넷 라디오, 2007년 5월 31일 - 2008년 1월 31일)
- 라디오 렌탈마기카 - 후쿠야마 준과 공동진행.(인터넷 라디오, 2007년 6월 29일 - 9월 7일)
- 아니타마닷컴 standard 마루나게♪ - 시미즈 카오리와 공동진행.(라디오 칸사이, 2007년 10월 6일 - )
- 시고후미 (비밀)일보 - 아사노 마스미와 공동진행.(인터넷 라디오, 2007년 12월 28일 - 2008년 7월 4일)
- 웹라디오 마리아님이 보고 계셔(인터넷 라디오, 2006년 3월 6일 - 11월 24일, 2007년에 스페셜 방송 3회, 2008년 8월 27일 - 2009년 9월 30일)
- Fate/stay tune UNLIMITED RADIO WORKS - 스와베 준이치와 공동진행(격주 출연).(인터넷 라디오, 2009년 10월 16일 - )